# Karla Bonoff
Karla Bonoff (Santa Monica, 27 de dezembro de 1951) é uma cantora estadunidense.

## Discografia
- Karla Bonoff (1977)
- Restless Nights (1979)
- Wild Heart of the Young (1982)
- New World (1988)